# 海犬養勝麻呂
海犬養 勝麻呂（あまのいぬかい の かつまろ、生没年不詳）は、飛鳥時代の人物。

## 経歴
皇極天皇4年（645年）に発生した乙巳の変において、中大兄皇子の命令により勝麻呂は佐伯子麻呂・葛城稚犬養網田の暗殺実行者二人に箱の中から取り出した2つの剣を渡す。同時に「努力努力（ゆめゆめ）急須（あからさま）に斬るべし」という言葉が二人に伝えられた。子麻呂たちは水で飯を流し込んだが吐き出してしまい、中臣鎌子がこれを責めて励ましたという。
『日本書紀』では勝麻呂が剣を授けたことになっているが、この変のことを記す『藤氏家伝』には勝麻呂の名前は現れない。海犬養氏は県犬養氏・稚犬養氏らとともに、宮廷門の護衛を担当していたことから、勝麻呂がこの変に関与したものと想定される。

## 関連作品
テレビドラマ
- 『大化改新』 2005年、NHK、演：長田融季

## 参考資料
- 『日本書紀 （四）』岩波文庫、1995年
- 宇治谷孟『日本書紀 （下）』講談社〈講談社学術文庫〉、1988年
- 坂本太郎、平野邦雄監修『日本古代氏族人名辞典』吉川弘文館、1990年